# Hazal Kaya
Hazal Leyla Kaya (ur. 1 października 1990 w Gaziantepie) – turecka aktorka.

## Życiorys
Pochodzi z rodziny prawniczej. Już jako dziecko występowała w balecie i uczyła się gry na skrzypcach. W 2010 ukończyła szkołę średnią z językiem włoskim w Stambule i rozpoczęła studia wyższe na uniwersytecie Bilgi. Na dużym ekranie zadebiutowała w 2006, w filmie Sıla. Rok później otrzymała główną rolę w serialu telewizyjnym Genco. Najbardziej znaną w jej dorobku rolą jest postać Ferihy, w emitowanym w 2011 serialu Adını Feriha Koydum oraz rola Nihal w bijącym rekordy popularności serialu Ask i Memnu.
Posługuje się biegle czterema językami (turecki, włoski, angielski i francuski). Wystąpiła w pięciu filmach reklamowych (m.in. reklamy kawy Nescafé).

## Role filmowe
- 2006: Sıla jako Berrin
- 2006: Acemi Cadı jako Pelin
- 2006: Taşların Sırrı jako Bengü
- 2007-2008: Genco jako Özge (Gülay Erkaya)
- 2010: Aşk-ı Memnu (Zakazana miłość, serial) jako Nihal Ziyagil
- 2011-2012: Behzat Ç. Bir Ankara Polisiyesi jako Berna Ç.
- 2011-2012: Adını Feriha Koydum jako Feriha Yılmaz Sarrafoğlu
- 2011: Ay Büyürken Uyuyamam jako Hülya
- 2012: Bu Son Olsun jako Lale
- 2012: Son Yaz Balkanlar 1912 jako Emine
- 2013: A.Ş.K. jako Azra Özak
- 2014: İtirazım Var jako Zeynep Bulut
- 2015: Maral: En Güzel Hikayem jako Maral Erdem
- 2016: Kırık Kalpler Bankası jako Aslım
- 2017-2019: Bizim Hikaye jako Filiz Elibol Aktan
- 2020: Menajerimi Ara jako Hazal Kaya
- 2021: Misafir jako Gece / Güneş Yalçın
- 2022: Benden Ne Olur jako Sertab Bal
- 2022: O północy w Pera Palace jako Esra